# 贾芝
贾芝（1913年12月—2016年1月14日），原名贾植芝，男，山西襄汾人，中国民间文学活动家﹑民间文艺学家，诗人，中国社会科学院荣誉学部委员，中国民间文艺家协会名誉主席。

## 生平
1937年毕业于中法大学孔德学院。1936年，贾芝与中共早期领导人李大钊子女李星华结婚。1938年赴延安就读于抗大、鲁迅艺术学院。从事法文翻译。1948年创办延安大学文艺系。1949年3月，到北平，后在文化部编审处工作，创办中国民间文艺研究会，创编《民间文艺集刊》，参与创办人民文学出版社。1953年调入中国科学院文学研究所，创办《民间文学》。1979年，任中国民间文艺研究会副主席。1980年，任中国社会科学院少数民族文学研究所所长、研究员。创办中国民间文艺出版社，任社长。1982年，创办《民间文学论坛》任主编。

## 家庭
贾芝有二子：贾森林是画家，贾成林是文史专家。有五女：贾晓林、贾伟林、贾凯林、贾燕林、贾钟林，都是普通工作人员。
弟弟是作家、诗人贾植芳。